# Miodaczek białouchy
Miodaczek białouchy, miodaczek paskobrzuchy (Phylidonyris novaehollandiae) – endemiczny gatunek ptaka z rodziny miodojadów (Meliphagidae), żyjący we wschodniej i południowej Australii oraz na Tasmanii.
Gatunek sklasyfikowany został przez ornitologa Johna Lathama w roku 1790.

## Podgatunki i zasięg występowania
Międzynarodowy Komitet Ornitologiczny wyróżnia pięć podgatunków P. novaehollandiae:
- P. n. novaehollandiae – południowo-wschodnia i południowo-centralna Australia[5], od południowo-wschodniego Queenslandu i wschodniej Nowej Południowej Walii na południe do południowej Wiktorii i południowo-wschodniej Australii Południowej
- P. n. caudatus – wyspy Cieśniny Bassa (King i Wyspy Furneaux[2])
- P. n. canescens – Tasmania
- P. n. campbelli – Wyspa Kangura
- P. n. longirostris – południowo-zachodnia i południowa Australia Zachodnia – na południe i południowy wschód od Geraldton (sporadycznie dalej na północ) po Esperance, dalej wybrzeżem i jego okolicami po Israelite Bay[2]

## Morfologia

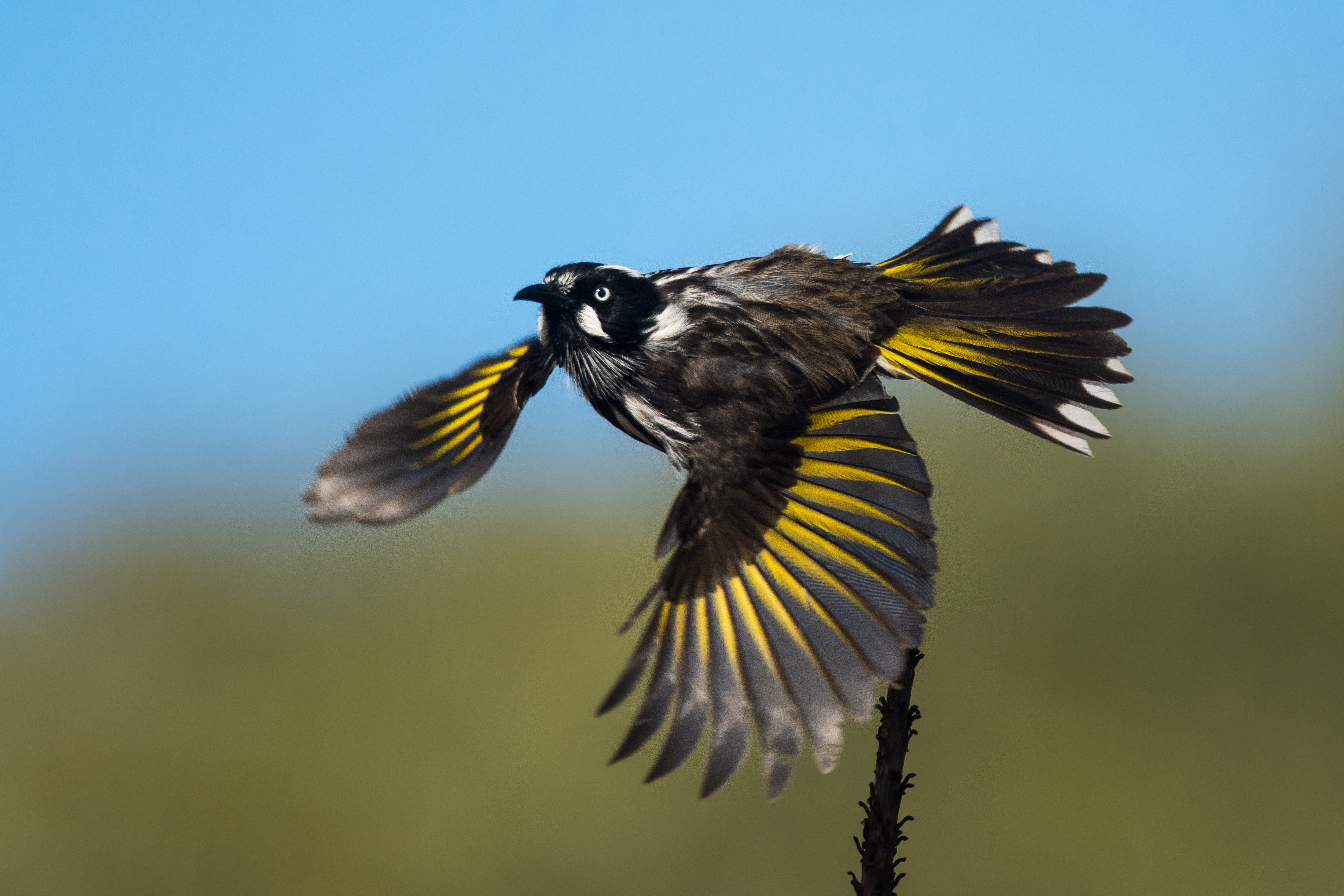
Startujący do lotu miodaczek białouchy

Długość ciała wynosi 16–20 cm. Masa ciała w przypadku podgatunku nominatywnego to 10–25 g u samca i 10–23 g u samicy, a u P. n. longirostris – 13–23 g u samca i 10,5–20 g u samicy. W upierzeniu nie występuje dymorfizm płciowy. Ogółem upierzenie miodaczka białouchego jest czarno-białe. Wyróżnia się żółta plama na skrzydle oraz żółte boki ogona. Można dostrzec białą plamę w okolicy ucha oraz biały wąs u nasady dzioba. Tęczówka jest biała, u młodych ptaków szara.

## Ekologia
Przedstawiciele gatunku zamieszkują głównie wrzosowiska i zakrzewienia, odwiedza również lasy, zadrzewienia i ogrody, szczególnie te, gdzie rośnie Grevillea i banksja. Ma ciekawską naturę i podchodzi do ludzi. Miodaczek białouchy żywi się nektarem, manną i spadzią. Prócz tego dietę uzupełnia owadami; dzienne zapotrzebowanie na energię u P. novaehollandiae wynosi około 75 kJ, a na białko – 20 mg (odpowiednio więcej w okresie lęgowym).

### Lęgi
W Sydney (Nowa Południowa Walia) okres lęgowy trwa cały rok z największym nasileniem od czerwca (późna zima) do września (wczesna wiosna). W paśmie Mount Lofty Ranges oraz Murray Mallee (obszar rolniczy w Australii Południowej) ptaki lęgną się cały rok z wyjątkiem stycznia. Ptaki badane na Tasmanii w latach 2000–2001 gniazdowały od wczesnej wiosny do środka lata.
Gniazdo ma kształt kubeczka i zbudowane jest z kory i mchu spojonych pajęczyną, z miękką wyściółką w środku. Umieszczone jest na drzewie lub krzewie do 6 m nad ziemią. Zniesienie liczy 1–3 jaja. McFarland (1986) doniósł, że spośród 57 badanych przez niego w PN Nowej Anglii jaj jedynie z 36,8% wykluły się pisklęta, które dożyły wieku opierzenia; za straty w jajach i pisklętach odpowiadały w większości kurawongi czarne (Strepera graculina) oraz kukabury chichotliwe (Dacelo novaeguineae). W trakcie wspomnianych badań na Tasmanii nie zaobserwowano drapieżnictwa na jajach czy pisklętach. Jaja były składane w nawet 48-godzinnych odstępach. Inkubacja trwała 11–14 dni; młode opuszczały gniazdo po mniej więcej 13 dniach.

## Status
IUCN uznaje miodaczka białouchego za gatunek najmniejszej troski (LC, Least Concern) nieprzerwanie od 1988 roku. Liczebność populacji nie została oszacowana, ale ptak ten opisywany jest jako lokalnie pospolity. Trend liczebności populacji uznawany jest za stabilny.